# Parapostenus hewitti
Genre
Espèce
Parapostenus hewitti, unique représentant du genre Parapostenus, est une espèce d'araignées aranéomorphes de la famille des Miturgidae.

## Distribution
Cette espèce se rencontre en Afrique du Sud et au Lesotho.

## Description
Le mâle holotype mesure 2,1 mm.

## Étymologie
Cette espèce est nommée en l'honneur de John Hewitt.

## Publication originale
- Lessert, 1923 : Araignées du sud de l'Afrique. Revue suisse de Zoologie, vol. 30, p. 161-212 (texte intégral).